# فال راک (کنتاکی)
فال راک (به انگلیسی: Fall Rock) یک منطقهٔ مسکونی در ایالات متحده آمریکا است که در شهرستان کلی، کنتاکی واقع شده‌است. فال راک ۳۱۲٫۱۲ متر بالاتر از سطح دریا واقع شده‌است.